# Bielski Dom Kultury
Bielski Dom Kultury(BDK) - miejski dom kultury, istniejący od 1957. Mieści się przy budynku przy ulicy 3 Maja 2 w Bielsku Podlaskim.

## Historia

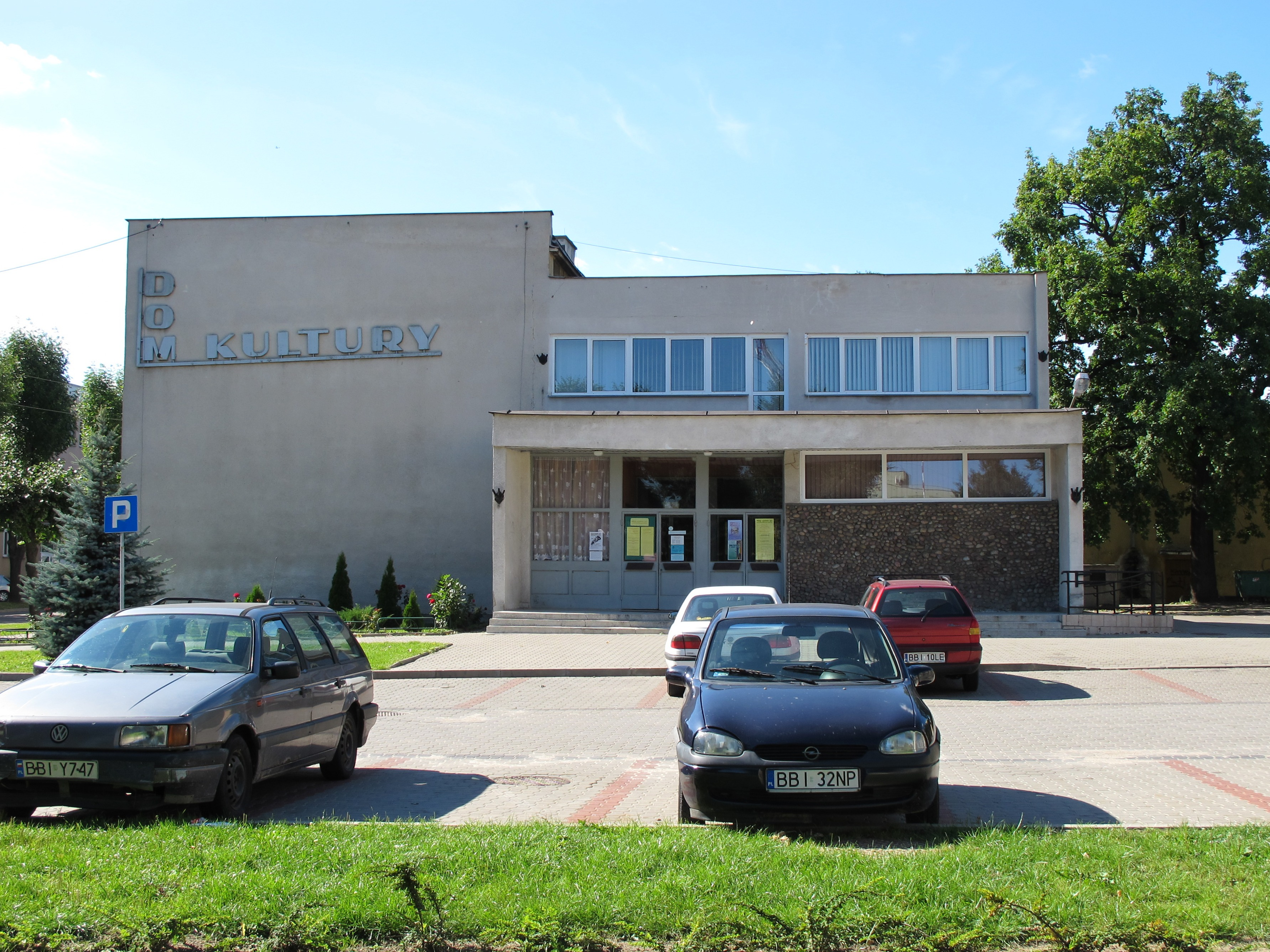
Dawna siedziba Bielskiego Domu Kultury

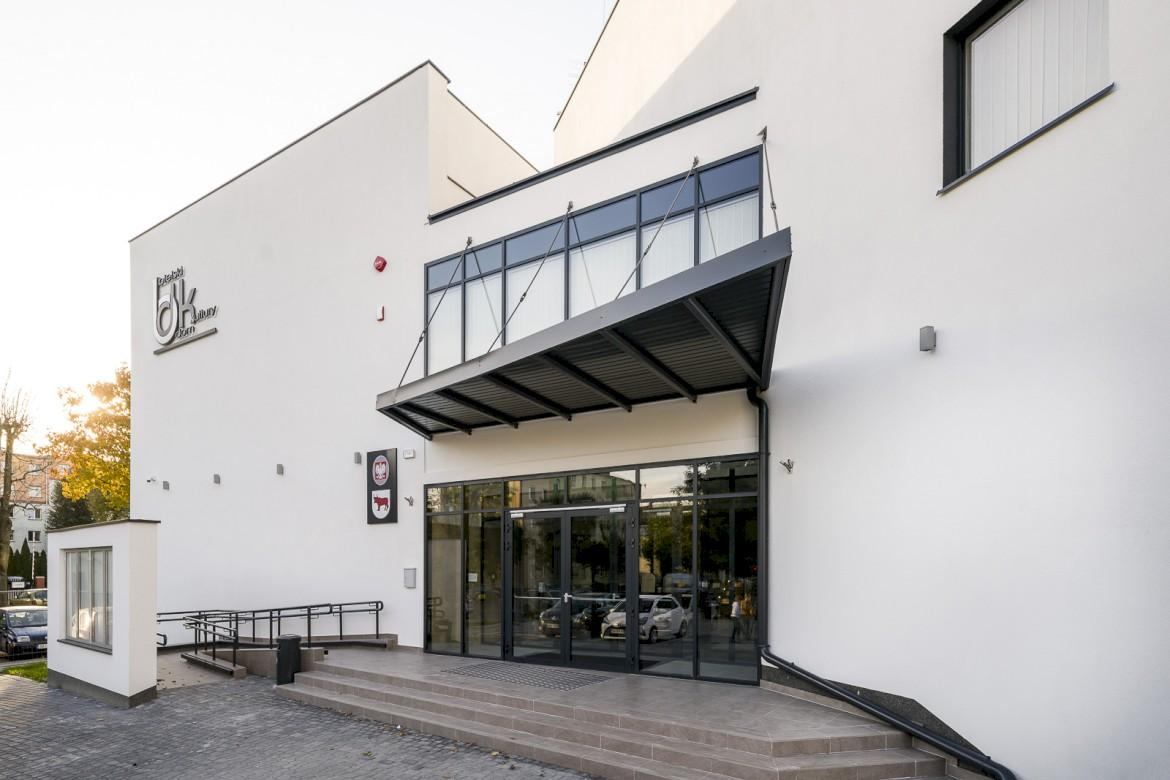
Bielski Dom Kultury

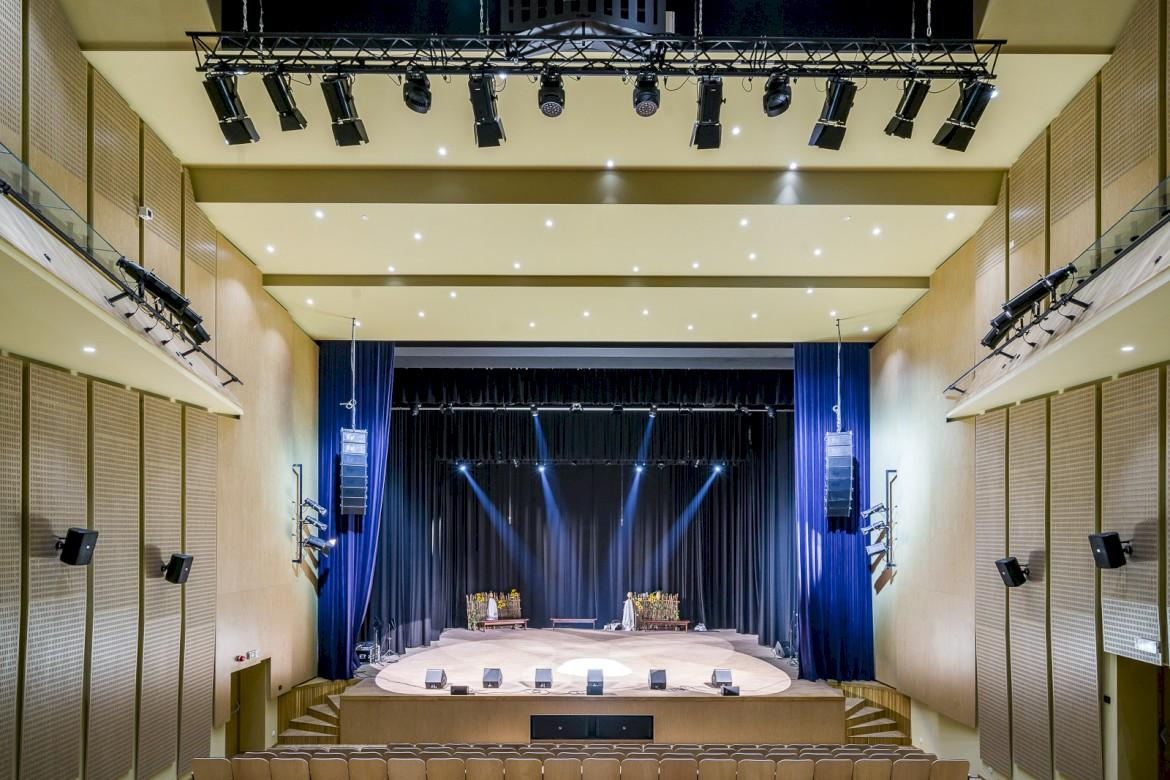
Scena Bielskiego Domu Kultury

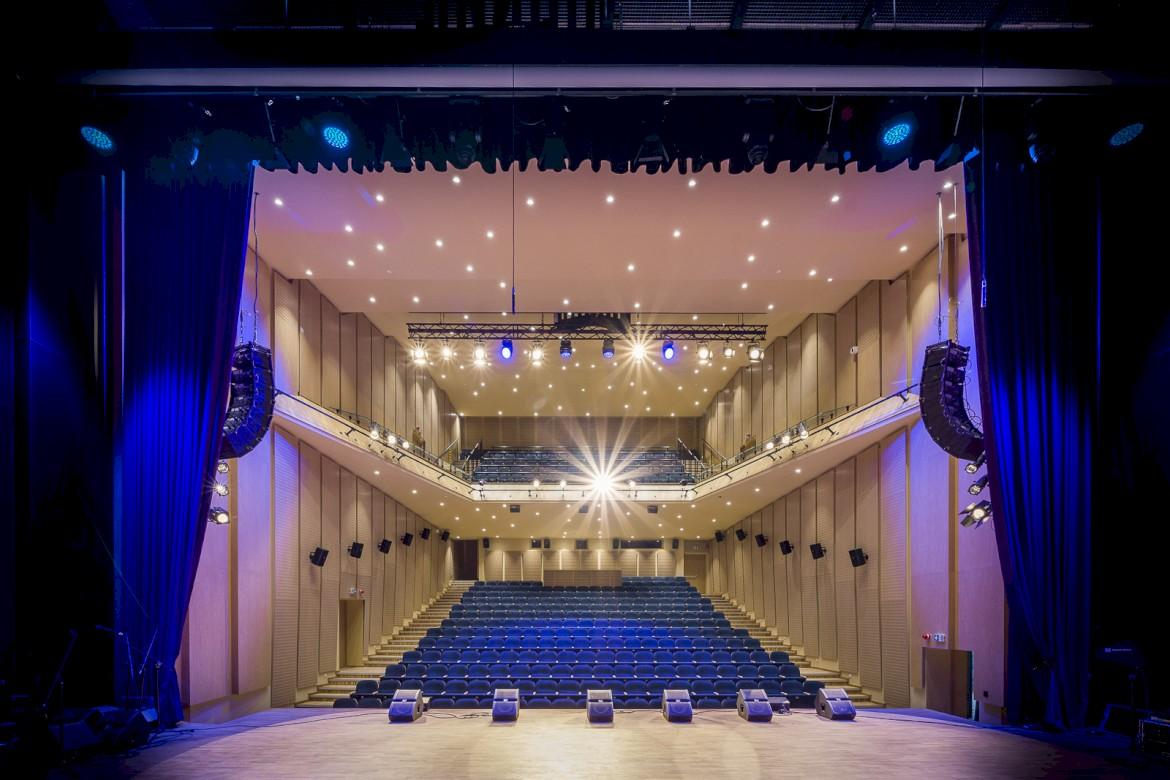
Widownia Bielskiego Domu Kultury

W 1957 w Bielsku Podlaskim powstał Powiatowy Dom Kultury (PDK). Przy PDK działało wiele różnych zespołów wokalnych jak i tanecznych m.in.: Orkiestra Dęta, Chór, Zespół Tańca Towarzyskiego. Również uczono gry na instrumentach takich jak: gitara, akordeon, skrzypce, mandolina. W latach 1965–1974 przeprowadzono przebudowę i całkowity remont budynku. Oddano go do użytku we wrześniu 1974. Na podstawie zarządzenia nr 53/75 wydanego przez Wojewodę Białostockiego z dnia 31 lipca 1975 Powiatowy Dom Kultury został przemianowany na Bielski Dom Kultury. Od tamtego momentu formalnie działa na terenie Bielska Podlaskiego, choć do lat 90. instruktorzy BDK wspierali działalność kulturalną pobliskich gmin. Od 1990 działalność Bielskiego Domu Kultury jest finansowana przez Samorząd Miasta Bielska Podlaskiego. Przy Bielskim Domu Kultury funkcjonowało kiedyś kino "Znicz".

## Dyrekcja
Pierwszym kierownikiem PDK był Mikołaj Jakowiuk. Jego następcami w latach 1957-1974 byli: Aleksander Morawski, Aleksy Karpiuk, Jan Wojciuk, Stanisław Piasecki. Od 1 września 1974 do 31 grudnia 1974 kierownikiem była Teresa Sawicka. 1 stycznia 1975 kierownikiem Powiatowego Domu Kultury został Sergiusz Łukaszuk. W styczniu 2013 Sergiusz Łukaszuk został zastąpiony przez Małgorzatę Bil-Jaruzelską.
Struktura organizacyjna Bielskiego Domu Kultury (dane nieaktualne):
- Dyrektor: Małgorzata Bil-Jaruzelska
- Główny Księgowy: Nina Tymoszuk
- Dział Edukacji Artystycznej:

1. Kierownik działu - mgr Janina Halina Plutowicz
2. Główny Instruktor ds. plastyki i sztuki ludowej - mgr Maria Babulewicz
3. Starszy Instruktor ds. muzyki i organizacji imprez muzycznych - Justyna Porzezińska
4. Główny Instruktor ds. teatru - mgr Elżbieta Fionik
5. Starszy Instruktor ds. arteterapii, koordynator projektów kulturalnych - mgr Elżbieta Gerez

- Dział Administracyjno-Obsługowy

1. Specjalista ds. obsługi i konserwacji urządzeń elektrycznych, elektroakustycznych, wod. kan. co, p/poż. - Bogusław Szulc
2. Specjalista ds. obsługi technicznej - Mariusz Gerez

## Zespoły i koła
- Muzyka

1. Męski Zespół "Kuranty"[4]
2. Chór Pieśni i Tańca "Wasiloczki"[5]
3. Ukraiński Zespół Pieśni i Tańca "Ranok"[6]
4. Studio Piosenki "Fart"[7]
5. Chór Polskiej Pieśni Narodowej[8]
6. Zespół Białoruskiej Pieśni Ludowej "Małanka"[9]

- Plastyka

1. Pracownia Plastyczna "Koloryt"
2. Koło Plastyczne "Collage"

- Teatr

1. Zespół Teatralny "Antrakt"[10]

- Taniec

1. Grupa Tańca Nowoczesnego
2. Taniec Towarzyski.